# Noô
Noô est un roman de science-fiction et space opera de l'écrivain français Stefan Wul paru en 1977. Prix Julia-Verlanger 1986.

## Résumé
Noô raconte à la première personne et de manière linéaire les aventures de Brice Le Creurer à travers deux planètes, Soror et Candida. Il est introduit et conclu comme les divagations d'un malade mental[pas clair] que Brice Le Creurer rapporte à son psychiatre.
En 1938, Brice est perdu dans la jungle du Venezuela. Très malade, il est recueilli par les Amérindiens puis par Jouve Deméril qui l'emmène pour un long voyage à travers l'espace. Lorsqu'il revient à lui, il se trouve sur Soror, dans un décor surréaliste.
Accompagnant Jouve Deméril, Brice visite Grand'Croix, la capitale de Soror, découvre les « repteuses » (voitures) et « kélides » (avions), une société multiraciale et bariolée. Recouvert d'une seconde peau de mycoses et de lichens protecteurs, ils partent dans la jungle de Soror pour échapper à l'État omniprésent et y subissent les effets du noôzome.

## Noôzome
Dans Noô, le noôzome est une substance aux propriétés hallucinatoires. La dernière partie de Noô est un « abrégé » entièrement consacré à la « noômologie », étude du noôzome.

## Genèse de l'œuvre
La rédaction du roman a commencé en 1972, même si l'idée d'écrire une grande saga est plus ancienne. Le roman est publié en deux volumes dans la collection présence du futur, après avoir été refusé par plusieurs éditeurs dont Flammarion.

## À propos recousus
À la suite de nombreuses lettres de fans, Stefan Wul écrit vers 1987 À propos recousus où il tente de répondre à leurs interrogations, tant au niveau du contenu que du style.

## Éditions françaises
Noô est sorti en 2 tomes et en intégrale
- Noô1, Denoël, coll. « Présence du futur » no 236, couverture de Stéphane Dumont, 1977, réédition en 1991, couverture de Jean-Yves Kervévan  (ISBN 2-207-50236-8) ;
- Noô2, Denoël, coll. « Présence du futur » no 237, couverture de Stéphane Dumont, 1977, réédition en 1991, couverture de Jean-Yves Kervévan  (ISBN 2-207-50237-6) ;
- dans Œuvres complètes - 2, Lefrancq, coll. « Volumes », 1997, couverture de René Brantonne  (ISBN 2-87153-451-9) ;
- Gallimard, coll. « Folio SF » no 105, 2002  (ISBN 2-07-042278-X).